# Saison 2008-2009 de Galatasaray SK
Chronologie
Saison précédente Saison suivante
Galatasaray SK s'alignait pour la saison 2008-2009 en Türkcell Süper Lig, en Supercoupe de Turquie, en Coupe de Turquie, en Ligue des champions et à la suite de son élimination au 3e tour préliminaire, il était reversé en Coupe de l'UEFA.

## Transferts
| Nom                       | Nationalité        | Montant en euro          | Provenance/Destination   | Division          |
| Arrivées                  |                    |                          |                          |                   |
| Ferdi Elmas               | Turquie Pays-Bas   | échange                  | Çaykur Rizespor          | Türkcell Süperlig |
| Harry Kewell              | Australie          | Fin de contrat           | FC Liverpool             | Premier League    |
| Yaser Yıldız              | Turquie            | Fin de contrat           | Kartalspor               | Bank Asya 1. Lig  |
| Serkan Kurtuluş           | Turquie            | non communiqué           | Bursaspor                | Türkcell Süperlig |
| Milan Baros               | République tchèque | 5,5 M€                   | Olympique lyonnais       | Ligue 1           |
| Fernando Meira            | Portugal           | 5 M€                     | VfB Stuttgart            | Bundesliga        |
| Alparslan Erdem           | Turquie Allemagne  | 0,5 M€                   | Werder Breme             | Bundesliga        |
| Retours de prêt           |                    |                          |                          |                   |
| Emre Aşık                 | Turquie            | Retour de prêt           | Ankaraspor               | Türkcell Süperlig |
| Aydın Yılmaz              | Turquie            | Retour de prêt           | Istanbul BB              | Türkcell Süperlig |
| Prêt                      |                    |                          |                          |                   |
| Morgan De Sanctis         | Italie             | Prêt (1 an) 0,5 M€       | FC Séville               | Liga Adelante     |
| Promus en équipe première |                    |                          |                          |                   |
| Semih Kaya                | Turquie            | 05/07/2006 au 31/05/2009 | Galatasaray SK PAF       | PAF Ligi          |
| Murat Akça                | Turquie            | 01/07/2007 au 31/05/2009 | Galatasaray SK PAF       | PAF Ligi          |
| Entraîneurs               |                    |                          |                          |                   |
| Michael Skibbe            | Allemagne          | 01/07/2008 au 23/02/2009 | Bayer Leverkusen         | Bundesliga        |
| Bülent Korkmaz            | Turquie            | 23/02/2009 au 31/05/2009 |                          |                   |
| Entraîneur adjoint        |                    |                          |                          |                   |
| Ümit Davala               | Turquie            | 01/07/2008 au 10/10/2008 | Turquie espoirs          |                   |
| Edwin Boekamp             | Allemagne          | 01/07/2008 au 10/10/2008 | Borussia Dortmund        | Bundesliga        |
| Conseiller technique      |                    |                          |                          |                   |
| Karl Heinz Feldkamp       | Allemagne          | 27/11/2008 au 27/05/2009 |                          |                   |
| Départs                   |                    |                          |                          |                   |
| Rigobert Song             | Cameroun           | Fin de contrat           | Trabzonspor              | Türkcell Süperlig |
| Ismaël Bouzid             | Algérie France     | Fin de contrat           | ES Troyes AC             | Ligue 2           |
| Okan Buruk                | Turquie            | Fin de contrat           | Istanbul BB              | Türkcell Süperlig |
| Orhan Ak                  | Turquie            | Fin de contrat           | Antalyaspor              | Türkcell Süperlig |
| Fernando Meira            | Portugal           | 6 M€                     | Zenith Saint-Petersbourg | Premier Liga      |
| Prêt                      |                    |                          |                          |                   |
| Serdar Kesçi              | Turquie            | Prêt (1 an)              | Beylerbeyi SK            | TFF 2. Lig        |
| Soner Cihan               | Turquie            | Prêt (1 an)              | Beylerbeyi SK            | TFF 2. Lig        |
| Erkan Ferin               | Turquie            | Prêt (1 an)              | Beylerbeyi SK            | TFF 2. Lig        |
| Ilker Cihan               | Turquie            | Prêt (1 an)              | Beylerbeyi SK            | TFF 2. Lig        |
| Volkan Bekçi              | Turquie            | Prêt (1 an)              | Beylerbeyi SK            | TFF 2. Lig        |
| Fatih Sercan Ekinci       | Turquie            | Prêt (1 an)              | Beylerbeyi SK            | TFF 2. Lig        |
| Fırat Kocaoğlu            | Turquie            | Prêt (1 an)              | Beylerbeyi SK            | TFF 2. Lig        |
| Gür Ege Gürel             | Turquie            | Prêt (1 an)              | Beylerbeyi SK            | TFF 2. Lig        |
| Mehmet Düz                | Turquie            | Prêt (1 an)              | Beylerbeyi SK            | TFF 2. Lig        |
| Irfan Başaran             | Turquie            | Prêt (1 an)              | Beylerbeyi SK            | TFF 2. Lig        |
| Eray Fırat                | Turquie            | Prêt (1 an)              | Beylerbeyi SK            | TFF 2. Lig        |
| Uğur Demirok              | Turquie            | Prêt (1 an)              | Beylerbeyi SK            | TFF 2. Lig        |
| Semih Erdem               | Turquie            | Prêt (1 an)              | Kartalspor               | Bank Asya 1. Lig  |
| Oğuz Şabankay             | Turquie            | Prêt (1 an)              | Eskişehirspor            | Türkcell Süperlig |
| Aytaç Akdağ               | Turquie            | Prêt (1 an)              | Erzincanspor             | TFF 3. Lig        |
| Halim Kurtuluş            | Turquie            | Prêt (1 an)              | Orhangazispor            | TFF 3. Lig        |
| Muhammed Ali Atam         | Turquie            | Prêt (1 an)              | Erzincanspor             | TFF 3. Lig        |
| Efecan Karaca             | Turquie            | Prêt (1 an)              | Gaziantep BB             | Bank Asya 1. Lig  |
| Serkan Aşkın Ağgez        | Turquie            | Prêt (1 an)              | Erzincanspor             | TFF 3. Lig        |
| Cihan Can                 | Turquie            | Prêt (1 an)              | Gaziantep BB             | Bank Asya 1. Lig  |
| Cafercan Aksu             | Turquie            | Prêt (1 an)              | Gaziantep BB             | Bank Asya 1. Lig  |
| Mülayim Erdem             | Turquie            | Prêt (1 an)              | Gaziantep BB             | Bank Asya 1. Lig  |
| Uğur Erdoğan              | Turquie            | Prêt (1 an)              | Gaziantep BB             | Bank Asya 1. Lig  |
| Özgürcan Özcan            | Turquie            | Prêt (1 an)              | Sakaryaspor              | Türkcell Süperlig |
| Anıl Karaer               | Turquie            | Prêt (1 an)              | MKE Ankaragücü           | Türkcell Süperlig |
| Marcelo Carrusca          | Argentine          | Prêt (1 an)              | CD Cruz Azul             | 1re Div. Mexique  |
| Halil Ibrahim Yüksel      | Turquie            | Prêt (1 an)              | Erzincanspor             | TFF 3. Lig        |
| Erhan Şentürk             | Turquie            | Prêt (1 an)              | Diyarbakırspor           | Bank Asya 1. Lig  |
| Necati Ateş               | Turquie            | Prêt (1 an) 150 000€     | Real Sociedad            | Liga Adelante     |
| Fin de carrière           |                    |                          |                          |                   |
| Hakan Şükür               | Turquie            | Fin de carrière          |                          |                   |
| Entraîneur adjoint        |                    |                          |                          |                   |
| Ümit Davala               | Turquie            | 01/07/2008 au 10/10/2008 |                          |                   |
| Edwin Boekamp             | Allemagne          | 01/07/2008 au 10/10/2008 |                          |                   |
| Entraîneur                |                    |                          |                          |                   |
| Michael Skibbe            | Allemagne          | 01/07/2008 au 23/02/2009 |                          |                   |

Dernière mise à jour le 10 mars 2009.

## Faits marquants de la saison

### Avant-saison
Pendant l'Euro 2008, Galatasaray était à la recherche d'un nouvel entraîneur, et c'était Michael Skibbe, l'ancien entraîneur du Bayer Leverkusen qui avait retenu toute l'attention des dirigeants, il signait un contrat d'un an avec une option de prolongation d'un an de plus à la fin de son contrat. Son entraîneur adjoint était Ümit Davala qui était sélectionneur de la Turquie espoirs.

L'équipe avait beaucoup de mal à se préparer du fait d'un nombre important de joueurs sélectionnés en équipe de Turquie pour l'Euro 2008.

L'équipe commençait difficilement sa préparation avec 1 victoire et 3 nuls lors de la première phase de stage en Allemagne. Galatasaray s'imposait 2-0 face au VfB Homberg une équipe allemande de niveau amateur, un match nul 1-1 face à SC Paderborn équipe de troisième division allemande, un match nul 1-1 contre l'équipe bulgare du Lokomotiv Sofia, et enfin un nouveau match nul contre le KRC Genk, une équipe belge de la Jupiler Pro League.

Pendant sa 2e phase de préparation de nouveau en Allemagne, l'équipe affrontait le TSG 1899 Hoffenheim une défaite inquiétante par 2 buts à 1, et jouait un nouveau match contre l'équipe de Bundesliga le TSV Munich 1860 match nul 0-0.

De retour en Turquie l'équipe recevait une invitation de Bursaspor pour l'ouverture de la saison 2008-2009. Le 7 août 2008, Galatasaray se neutralisait de nouveau 0-0 contre Bursaspor à l'extérieur.

### Août 2008, déception Ligue des Champions
Le 1er août 2008, avait eu lieu le tirage au sort du Troisième Tour Préliminaire de la Ligue des champions, mais Galatasaray SK faisait partie des équipes non têtes de série donc devait s'attendre à un choc, et ce fut le Steaua Bucarest de Roumanie. 

Le 13 août 2008, était un jour très important pour l'équipe de Galatasaray, car il devait affronter une très bonne équipe de Steaua Bucarest au 3e Tour Préliminaire de la Ligue des champions en match aller au Stade Ali Sami Yen. Bien sûr qu'il était très difficile de débuter par un match aussi important sans avoir disputé de match officiel auparavant. Lors de la composition de l'équipe l'entraîneur Michael Skibbe avait rencontré beaucoup de problème pour le poste d'arrière droit, car le joueur titulaire à ce poste Uğur Uçar était indisponible depuis février 2008, donc il fallait trouver une solution et c'était Emre Güngör le défenseur central qui a été désigné pour jouer à ce poste. Donc le match pouvait commencer, mais le début de match était catastrophique pour l'équipe qui voyait déjà filer Dayro Moreno face à face devant le portier turc Aykut Erçetin et qui ouvrait le score à la 5e minute du match. Mais les malheurs de Galatasaray ne finissaient pas là, car à la 13e minute, c'était Banel Nicolita qui doublait la mise par une superbe vollée. Mais Galatasaray ne perdait pas de temps pour réduire le score à la 19e minute grâce à Shabani Nonda. Durant la première période Galatasaray n'avait vraiment pas montré de jeu, et c'était avec amertume que les joueurs rentraient au vestiaire. Apparemment Skibbe avait réveillé ses troupes au vestiaire, et en toute logique Galatasaray égalisait à la 47e grâce au deuxième but de Nonda. Mais au coup de sifflet final le score était resté sur un 2-2 inquiétant pour le match retour à Bucarest. L'entraineur Skibbe déclarait à la fin du match qu'ils ont été handicapés par le fait de ne pas avoir joué de match officiel auparavant, mais a souligné l'importance que son équipe a su remonter le score. 

Le 15 août 2008 au matin, on avait appris que Mehmet Güven avait été opéré du genou droit. Dans la journée Fatih Terim annonçait les joueurs sélectionnés pour le match amical contre le Chili, ces joueurs étaient Sabri Sarıoğlu, Servet Çetin, Hakan Balta, Mehmet Topal, Ayhan Akman et Arda Turan. 

Le 16 août 2008, l'équipe s'envolait pour l'Allemagne pour jouer le match de la Supercoupe de Turquie à Duisbourg contre l'équipe de Kayserispor. 

Le 17 août 2008, Galatasaray se rattrape avec une victoire en Supercoupe de Turquie contre l'équipe de Kayserispor victoire 2-1. On notera la très bonne prestation d'Harry Kewell qui lors de son entrée sur le terrain, marque un super but de la tête d'une passe décisive de Hasan Şaş à la 66e minute et Shabani Nonda clôturait la partie à la 73e minute. Voila que l'équipe commençait sa saison avec une coupe en poche. Devant la presse Skibbe déclarait qu'il s'excusait aux supporters pour la prestation de l'équipe en première mi-temps, mais qu'il avait su réagir en seconde période en illustrant un beau football. Il rajoutait qu'il était très heureux d'avoir gagné cette coupe.

Le 23 août 2008, Galatasaray se lance à la conquête du championnat contre l'équipe de Denizlispor à domicile. Et c'est Kewell qui marque le premier but à la 36e de la vollée sur un centre de Hasan Şaş, mais juste avant la pause, c'est Fatih Yiğen qui égalise. À la 47e Denizlispor était réduit à 10 à la suite d'un deuxième avertissement à Murat Karakoç, donc cela commençait à être facile pour Galatasaray qui reprenait l'avantage grâce à Hakan Balta à la 75e, c'est ensuite à Barış Özbek d'aggraver le score à la 84e et de conclure la partie à la 94e avec Lincoln, Score final 4-1.

Le 26 août 2008, les dirigeants de Galatasaray annonçaient qu'ils avaient recruté l'attaquant Milan Baros en provenance de l'Olympique lyonnais et qu'il signerait un contrat de 3 ans.

Le 27 août 2008, Galatasaray affrontait l'équipe du Steaua Bucarest au match retour du 3e Tour Préliminaire de la Ligue des champions. À la 4e minute Harry Kewell voyait sa frappe s'écraser sur la barre transversale. Mais les espoirs de l'équipe s'amenuiser à la 57e quand Banel Nicolita ouvrait le score pour le Steaua. Et le coup de sifflet retentissait à Bucarest avec une défaite et une élimination de la Ligue des champions pour Galatasaray qui se voyait repêcher pour la Coupe de l'UEFA.

Le 28 août 2008, Milan Baros signait un contrat de 3 ans avec Galatasaray.

Le 29 août 2008 à 13h00 avait lieu le tirage au sort de la Coupe de l'UEFA. Galatasaray a reçu comme adversaire l'équipe Suisse de l'AC Bellinzone.

Le 31 août 2008, Servet Çetin, Hakan Balta, Ayhan Akman, Mehmet Topal et Arda Turan ont été sélectionnés en équipe nationale de Turquie. Alparslan Erdem et Aydın Yılmaz ont été sélectionnés avec la Turquie espoirs.

Dans la même journée Galatasaray se déplaçait à Kayseri pour y affronter Kayserispor en championnat, mais le match fut médiocre, résultat 0-0.

### Septembre 2008, montée en puissance
Le 1er septembre 2008, Morgan De Sanctis a été sélectionné en équipe d'Italie, par Marcello Lippi.

Dans la même journée Galatasaray SK annonce la signature de la nouvelle recrue Serkan Kurtuluş tout juste 17 ans qui évoluait à Bursaspor pour 5 ans. 

Le 13 septembre 2008, Galatasaray SK recevait l'équipe d'Antalyaspor. Dès la 11e, c'était Shabani Nonda qui ouvrait le score. Mais à la 32e minute Antalyaspor égalisait sur une tête de Joseph Ngwenya sur coup de pied arrêté. Malgré une deuxième mi-temps archi dominée par Galatasaray l'équipe n'a pas su concrétiser les nombreuses occasions de but, score final 1-1. Après le coup de sifflet final Ömer Çatkıç recevait un deuxième avertissement pour provocation envers les spectateurs. Pendant la conférence de presse Michael Skibbe a souligné que l'équipe d'Antalyaspor n'avait pas joué au football et avait été très agressif envers ses joueurs, effectivement pendant le match Antalyaspor a reçu 8 cartons jaunes et 1 carton rouge. 

Le 18 septembre 2008, Galatasaray SK était parti en Suisse pour y défier la petite équipe de l'AC Bellinzone à Bâle au 1er Tour de la Coupe de l'UEFA. À la 32e c'était pourtant l'AC Bellinzone qui ouvrait le score grâce à Mauro Lustrinelli, mais à la 39e Galatasaray SK avait su réagir avec une superbe demi-vollée de Harry Kewell, 1-1. En seconde période à la 47e l'AC Bellinzone marquait de nouveau avec Gürkan Sermeter, mais Galatasaray SK ne lâchait pas la partie et c'est Milan Baros qui marquait un super but de la tête sur un coup franc tiré par Lincoln, le score est maintenant de 2-2. À la 80e Gürkan Sermeter en voulant repasser par son gardien fait une très grosse erreur et l'envoie dans les pieds de Milan Baros qui ne manquera pas l'occasion, 3-2 pour Galatasaray SK. Mais l'AC Bellinzone ne lâchait pas le morceau et égalisait à la 90e sur une tête de Iacopo La Rocca qui se logeait en pleine lucarne, 3-3. Mais c'était sous-estimer l'équipe de Galatasaray SK et Lincoln qui déclenchait une frappe des 25 mètres, sur sa trajectoire le ballon a été dévié par un défenseur qui trompait le gardien, l'horloge affichait 90+4, score final 4-3 pour Galatasaray SK à l'extérieur. 

Le 21 septembre 2008, Galatasaray SK se déplaçait à Kocaeli pour rencontrer l'équipe de Kocaelispor qui était classé à la dernière place du classement de Türkcell Süperlig. Comme d'habitude Galatasaray SK était encore l'équipe qui encaissait le premier but sur une contre-attaque très bien menée par Kocaelispor à la 10e minute par Taner Gülleri. À la 31e Galatasaray SK égalisait grâce à Milan Baros sur une passe décisive de Servet Çetin. À la deuxième mi-temps Galatasaray SK dominait complètement le match jusqu'à une possession du ballon à 70 %, et c'est à la 57e que Shabani Nonda donne l'avantage à son équipe sur une superbe passe décisive de Cassio Lincoln. À la 80e Alparslan Erdem comme un poisson dans l'eau se faufilait au milieu de 5 joueurs de Kocaelispor pour faire une passe décisive à Milan Baros qui marque là, son doublé. Et en fin pour conclure le match, c'est encore Cassio Lincoln qui s'illustre sur une superbe passe pour Harry Kewell qui ne rate pas l'occasion, score final, une très belle victoire 4-1 à l'extérieur avec panache. 

Le 27 septembre 2008, les dirigeants de Galatasaray SK avaient annoncé que le contrat de Shabani Nonda qui expirait à la fin de la saison, avait été prolongé jusqu'en mai 2011. Dans la même journée une mauvaise nouvelle était annoncée aux supporters de Galatasaray SK. Le coordinateur général Alpaslan Dikmen du groupe de supporter Ultraslan était décédé à la suite d'un accident de la route. 

Le 28 septembre 2008, Galatasaray SK recevait au Stade Ali Sami Yen l'équipe de Konyaspor qui était classée 7e au championnat. L'équipe de Galatasaray SK était entrée sur le terrain avec une banderole où était inscrit "tu es dans nos cœurs" en la mémoire d'Alpaslan Dikmen décédé dans un accident de la route. Au coup d'envoi les supporters de Galatasaray SK se sont tués pendant les 5 premières minutes du match, pour Alpaslan Dikmen. À la 8e minute sur une passe décisive de Cassio Lincoln, Milan Baros déclenchait une superbe frappe des 20 mètres, le ballon se logeait en pleine lucarne, 1-0 pour Galatasaray SK. Mais à la 11e minute c'était Erhan Albayrak qui égalisait sur corner, 1-1. À part ces 2 buts, la 1re mi-temps était assez ennuyeuse. À la 51e c'était Cassio Lincoln qui marquait de la tête sur une passe décisive de Milan Baros, 2-1. À la 61e, Milan Baros sur une passe décisive de Cassio Lincoln se présentait face à face avec le gardien, Milan Baros ne rate pas l'occasion, 3-1. Depuis le début de la seconde période l'équipe développait un football de rêve avec les 4 fantastiques que sont Cassio Lincoln, Arda Turan, Harry Kewell et Milan Baros et en plus il manquait Shabani Nonda non titularisé à la suite d'une blessure. À la 66e, Hasan Şaş centrait le ballon pour Harry Kewell qui marquait, 4-1 score final.

### Octobre 2008, performances en dents de scie
Le 2 octobre 2008, Galatasaray SK jouait le match retour du 1er Tour de la Coupe de l'UEFA contre l'équipe Suisse de AC Bellinzone, au match aller Galatasaray SK avait remporté le match 4-3 en déplacement. À la 24e minute, Galatasaray SK bénéficiait d'un pénalty ; Milan Baros ne rata pas l'occasion, 1-0. À la 52e, c'était Gürkan Sermeter, joueur de AC Bellinzone qui faisait de même sur un pénalty, 1-1. Mais Galatasaray SK voulait offrir une victoire à ses supporters et c'était chose faite, sur un coup-franc que Cassio Lincoln dépose le ballon sur la tête de Yaser Yıldız qui ne manquait pas l'occasion, 2-1 score final,, et voilà que Galatasaray SK se qualifiait pour les phases de groupe de la Coupe de l'UEFA. On pouvait noter que Cassio Lincoln était élu l'homme du match par la presse turque.

Le 3 octobre 2008, l'équipe médicale de Galatasaray SK annonçait que les 14 joueurs de l'effectif professionnel étaient blessés.

Dans la même journée, l'UEFA annonçait sur son site internet les chapeaux pour le tirage au sort de la Coupe de l'UEFA qui aurait lieu le 7 octobre, l'équipe de Galatasaray SK serait dans le chapeau 3 sur les 5 chapeaux.

Le 5 octobre 2008, Galatasaray SK s'était déplacé à Bursa, pour y défier Bursaspor, la presse annonçait déjà que ce match allait être très difficile pour Galatasaray SK, étant donné que Bursaspor était très en forme, effectivement l'équipe était classé 2e en championnat. À la 38e, c'était Mustafa Sarp qui avait ouvert le score pour Bursaspor sur une passe décisive du très bon joueur international Yusuf Şimşek. En première période Galatasaray SK n'avait obtenu aucune occasion de but. À la seconde mi-temps, c'était Sercan Yıldırım joueur de 18 ans, qui était la révélation de l'année et le meilleur buteur du championnat et qui était convoité par Manchester United, marquait le second but de Bursaspor à la 48e, à l'origine, c'était Servet Çetin qui avait mal relancé le ballon. Par la suite, à la 56e, Galatasaray SK réduisait le score par l'intermédiaire d'Arda Turan sur une passe décisive de Milan Baros, score final, défaite 2-1.

Le 7 octobre 2008, à Nyon en Suisse avait lieu le tirage au sort des phases de groupes de la Coupe de l'UEFA, Galatasaray SK était positionné dans le groupe B en compagnie du Benfica Lisbonne, de l'Olympiakos Le Pirée, du Hertha Berlin et du Metalist Kharkiv.

Le 10 octobre 2008, Galatasaray SK annonçait sur son site officiel que les entraîneurs adjoints Ümit Davala et Edwin Boekamp ne faisaient plus partie du staff technique. 

Le 15 octobre 2008, Galatasaray SK annonçait sur son site officiel que le nouvel entraîneur adjoint était Burak Dilmen.

Le 17 octobre 2008, à Istanbul avait lieu le tirage au sort des phases de groupes de la Coupe de Turquie, Galatasaray SK était positionné dans le groupe B en compagnie du Kayserispor, de Ankaraspor, de Altay Izmir et de Malatyaspor. 

Le 19 octobre 2008, Galatasaray SK recevait le leader du Championnat de Turquie, l'équipe de Trabzonspor qui ne comptait aucune défaite. En début de partie les deux se contrôlaient, mais à la 27e minute, Cassio Lincoln effectuait une touche et la donnait à Arda Turan qui était pratiquement en angle fermé, il s'était défait du marquage de Rigobert Song et tirait dans les buts, et marquait un superbe beau but, 1-0 pour Galatasaray SK. À la 32e sur un corner tiré par Cassio Lincoln, Arda Turan déviait le ballon et Servet Çetin était au deuxième poteau et marquait facilement, 2-0. En seconde période, à la 61e Cassio Lincoln marquait un superbe but dans sa conception sur une passe décisive de Milan Baros, 3-0. Mais à la 62e, Cassio Lincoln récoltait un second carton jaune et se voyait expulsé. Mais le score allait en rester là, victoire nette 3-0 de Galatasaray SK contre le leader Trabzonspor. 

Le 21 octobre 2008, le capitaine Hasan Şaş, s'était fait opérer des ligaments croisés du genou droit. 

Le 23 octobre 2008, Galatasaray SK recevait l'Olympiakos Le Pirée au stade Ali Sami Yen pour le compte de la première journée des phases de groupe de la Coupe de l'UEFA. À la 25e minute sur un corner effectué par Cassio Lincoln, Harry Kewell catapultait le ballon d'une tête décroisée au premier poteau dans la cage de l'Olympiakos Le Pirée, 1-0. Le score final allait en rester là mais on pouvait souligner la superbe prestation de l'ensemble de l'équipe de Galatasaray SK qui a dominé le champion de Grèce pendant toute la partie avec notamment deux poteaux. 

Le 26 octobre 2008, Galatasaray SK se déplaçait à Eskişehir pour se mesurer à Eskişehirspor, c'était une équipe qui était en forme et qui avait gagné ces deux derniers matchs de championnat. À la 20e minute, le gardien d'Eskişehirspor, Vanja Ivesa dégageait le ballon jusque dans la surface de réparation de Galatasaray SK où Souleymane Youla récupérait le ballon malgré une très grande passivité de Emre Aşık et de Fernando Meira qui se faisaient dribbler par l'attaquant Souleymane Youla et qui se retrouvait face à face avec le gardien Morgan De Sanctis qui avait fait une sortie hasardeuse, et envoyait dans les buts de Galatasaray SK, 1-0 pour Eskişehirspor. À la 35e, Galatasaray SK égalisait grâce à Ayhan Akman sur une passe décisive de Arda Turan, 1-1. À la 50e, Harry Kewell envoyait le ballon à Milan Baros qui se retrouvait face à face avec le gardien et marquait le but, 2-1 pour Galatasaray SK. À la 66e, Murat Önür déclenchait un tir des 25 mètres, et c'était Ümit Karan qui était sur la trajectoire qui déviait le ballon et qui trompait Morgan De Sanctis, 2-2. Pendant les arrêts de jeu auxquels les arbitres avaient décidé que c'était 8 minutes, Galatasaray SK prenait tous les risques pour marquer le but de la victoire. Mais à la 90e+1, alors que Souleymane Youla était en position de hors-jeux, marquait le but pour Eskişehirspor, 3-2. Ensuite à la 90e+8, le score allait s'aggraver pour Galatasaray SK, c'était Krunoslav Lovrek qui marquait le 4e but de Eskişehirspor sur une passe décisive de Souleymane Youla, score final 4-2 pour Eskişehirspor et un très mauvais arbitrage de Fırat Aydınus. 

Le 30 octobre 2008, l'agent de Harry Kewell, déclarait que l'Australien souffrait d'une maladie qui est l'Hépatite auto-immune, mais qui ne l'empêchait pas de continuer à jouer au plus haut niveau avec Galatasaray SK.
Le 30 octobre 2008, Galatasaray SK se déplaçait à Ankara pour jouer le 1er match de poule de la Coupe de Turquie, contre Ankaraspor qui était classé 3e en championnat. Pour ce match l'entraîneur Michael Skibbe a préféré laisser au repos quelques joueurs, et préférant faire jouer des joueurs qui n'ont pas pu s'exprimer jusqu'à maintenant. À la 9e minute, Ümit Karan marquait de la tête sur un corner tiré par Cassio Lincoln, 1-0. Mais à la 45e, Antonio de Nigris égalisait de la même façon, 1-1 score final.

### Novembre 2008, 7 matchs en 25 jours
Le 2 novembre 2008, Galatasaray SK recevait une très bonne équipe de Gaziantepspor qui était classé 8e en championnat. Mais Galatasaray SK commençait la partie en étouffant son adversaire par des attaques à tout va, et c'était à la 10e minute que Galatasaray SK ouvrait le score grâce à Harry Kewell sur une passe décisive de Arda Turan, 1-0 pour Galatasaray SK. Mais une minute plus tard à la 11e, le calvaire pour la défense de Gaziantepspor n'en finissait pas car c'était Cassio Lincoln qui aggravait le score, 2-0. À la 39e, Gaziantepspor réduisait le score grâce à Rodrigo Tabata sur pénalty, 2-1. Mais à la 82e, Arda Turan anéantissait les espoirs de Gaziantepspor en marquant sur une passe de la tête de Ümit Karan, 3-1 score final. 

Le 6 novembre 2008, Galatasaray SK se déplaçait à Lisbonne pour se mesurer à Benfica de Lisbonne pour le compte des phases de groupe de la Coupe de l'UEFA. À la 52e minute du match, Emre Aşık ouvrait le score sur une passe décisive de la tête de Servet Çetin, 0-1 pour Galatasaray SK. À la 69e, c'était Ümit Karan qui doublait la mise, à l'origine du but on pouvait souligner la performance de Ayhan Akman qui envoyait le ballon en effectuant une louche au-dessus de la défense du SL Benfica pour Arda Turan qui la remettait de la tête pour le buteur Ümit Karan qui ne ratait pas l'occasion, score final 0-2 pour Galatasaray SK, et l'équipe prend une belle option pour la qualification. 

Le 9 novembre 2008, Galatasaray SK se déplaçait chez son rival Fenerbahçe SK pour le grand derby. Depuis la saison 1999-2000 Galatasaray SK ne gagne pas au Stade Şükrü Saraçoğlu. Dès la 1re minute Galatasaray SK ouvrait le score grâce à Cassio Lincoln sur une passe décisive de Arda Turan, 0-1 pour Galatasaray SK. Mais à la 5e, c'était Selçuk Şahin qui égalisait sur corner, 1-1. À la 27e, Fenerbahçe SK doublait la mise avec un but contre son camp de Emre Aşık, 2-1. À la 48e, Fenerbahçe SK marquait un troisième but sur une tête de Diego Lugano, 3-1. Et à la 91e, c'était Deivid de Souza qui marquait le quatrième but pour Fenerbahçe SK, score final 4-1. 

Le 13 novembre 2008, Galatasaray SK recevait Kayserispor pour la 2e journée de la phase de groupe en Coupe de Turquie. Le match était très équilibré et c'était Galatasaray SK qui marquait le seul but du match à la 90e minute grâce à Aydın Yılmaz sur une passe décisive de Ümit Karan, score final 1-0. 

Le 16 novembre 2008, Galatasaray SK recevait au Stade Ali Sami Yen l'équipe d'Istanbul BB qui était 12e au classement du championnat de Turquie. À la 39e minute, Harry Kewell ouvrait le score par une tête décroisée au premier poteau sur un corner tiré par Cassio Lincoln, 1-0. À la 75e, Arda Turan s'écroulait sur la pelouse, victime d'un malaise. À la 83e, c'était Cassio Lincoln qui doublait la mise grâce à un une-deux avec Ayhan Akman, 2-0 score final. 

Le 22 novembre 2008, Galatasaray SK se déplaçait à Ankara pour se mesurer à Ankaraspor équipe qui était classée 3e en championnat. Malgré une domination de Galatasaray SK en 1re période et un poteau de Harry Kewell, et une 2e mi-temps équilibré, le match s'était soldé par un match nul, 0-0. Du côté de Galatasaray SK on avait beaucoup senti l'absence de Cassio Lincoln blessé et de Milan Baros suspendu pour 1 match. 

Le 26 novembre 2008, les dirigeants de Galatasaray SK annonçaient l'arrivée de Karl Heinz Feldkamp en tant que conseiller technique jusqu'au 27 mai 2009. 

Le 27 novembre 2008, Galatasaray SK recevait le Metalist Kharkiv pour le compte de la 3e journée de la Coupe de l'UEFA. À la 31e minute, Galatasaray SK marquait un but mais il était refusé par l'arbitre pour un hors-jeux de position justifié. Mais à la 81e minute une grosse erreur de la part de Servet Çetin en défense, qui se voyait subtiliser le ballon par Edmar qui marquait le but, 0-1 score final. 

Le 30 novembre 2008, Galatasaray SK recevait l'équipe de Hacettepe SK classée à la 17e en championnat. Mais à la 33e minute c'étaient les visiteurs qui ouvraient le score par Sandro, 0-1. À la 35e, Tozo récoltait un second carton jaune synonyme de rouge, et voilà hacettepe SK réduit à 10 (joueurs). Juste avant la mi-temps à la 45e, Arda Turan centrait le ballon et c'était Milan Baros qui égalisait, 1-1. À la 58e, François Zoko touchait le ballon de la main dans la surface de réparation, l'arbitre sifflait un pénalty que Milan Baros concluait, 2-1. À la 72e, Ümit Karan frappait le ballon d'une demi-vollée que Milan Baros prolongeait dans les buts, 3-1 score final, et un hat-trick pour Milan Baros. À la 76e, Admir Teli récoltait un second carton jaune, Hacettepe SK était réduit à 9. Mais le score n'évoluait plus.

### Décembre 2008, la renaissance de l'épopée 2000
Le 3 décembre 2008, Galatasaray SK se déplaçait en Allemagne à Berlin pour y défier le Hertha BSC Berlin pour le compte de la Coupe de l'UEFA. On pouvait noter que sur les 62 612 spectateurs présents au Stade Olympique de Berlin il y avait environ 40 000 supporters turcs pour encourager l'équipe de Galatasaray SK. Après une 1re période dominée par Galatasaray SK, le score était de 0-0 à la mi-temps. Pendant la seconde période l'entraîneur de Galatasaray SK ne voyait pas l'intention de changer l'équipe qui jouait très bien, et c'était à la 69e minute quand Harry Kewell tentait un centre mais qui était contré de la main par Steve Von Bergen dans la surface de réparation, l'arbitre n'hésitait pas à siffler un pénalty en faveur des visiteurs, et c'était Milan Baros qui transformait ce pénalty, 0-1 score final. 

Le 7 décembre 2008, Galatasaray SK se déplaçait à la capitale Ankara pour jouer contre Ankaragücü équipe qui était classée 13e en championnat. La 1re mi-temps était moyenne pour Galatasaray SK et ne marquait pas de but. Mais en 2e mi-temps Galatasaray SK montrait un jeu plus offensif, et à la 61e minute, Cassio Lincoln déviait le ballon pour Milan Baros qui marquait, 0-1. Ankaragücü était sous le choc, et c'était 1 minute plus tard que Galatasaray SK doublait la mise grâce cette fois-ci à Harry Kewell sur une nouvelle passe décisive de Cassio Lincoln, 0-2. Et de nouveau à la 65e, Cassio Lincoln envoyait un caviar à Milan Baros qui triplait la mise, score final 0-3 pour Galatasaray SK. 

Le 12 décembre 2008, Galatasaray SK se déplaçait de nouveau à Ankara pour jouer contre Gençlerbirliği SK, équipe qui était classée à la 13e place en championnat. À la 26e minute, Gençlerbirliği SK ouvrait le score grâce à Burhan Eşer, 1-0. Mais 2 minutes plus tard sur une superbe combinaison à une touche de balle Milan Baros envoie le ballon en profondeur pour Cassio Lincoln qui marquait, 1-1. À la 39e, cette fois-ci c'était Cassio Lincoln qui envoyait le ballon à Milan Baros qui marquait du plat du pied, 1-2 pour Galatasaray SK, et à la 42e Shabani Nonda donnait le ballon à Arda Turan qui marquait aussi, 1-3. Mais en deuxième mi-temps le score en restait là, score final 1-3 pour Galatasaray SK. 

Le 17 décembre 2008, Galatasaray SK annonçait sur son site officiel que le contrat de Ayhan Akman avait été prolongé jusqu'en mai 2012. 

Le 19 décembre 2008, avait lieu le tirage au sort des seizièmes de finale de la Coupe de l'UEFA, Galatasaray SK avait pour adversaire l'équipe des Girondins de Bordeaux,,. 

Le 21 décembre 2008, Galatasaray SK recevait Beşiktaş JK l'un des grands rivaux qui était classé 6e en championnat. Galatasaray SK avait entamé la partie d'une manière explosive offensivement, avec des attaques venant de gauche et de droite, et c'était à la 8e minute que Cassio Lincoln effectuait un centre que le gardien de Beşiktaş JK Rüştü Reçber ne pouvait que dévier le ballon et, c'était alors Servet Çetin qui d'un tacle glissé propulsait le ballon dans les buts, 1-0 pour Galatasaray SK. Mais à la 13e, Beşiktaş JK égalisait grâce à Matias Delgado, 1-1. Mais une minute plus tard, à la 14e, Filip Holosko faisait trébucher Arda Turan dans la surface de réparation, pénalty que transformait Milan Baros, 2-1 pour Galatasaray SK et c'était le score à la mi-temps. En 2e période, à la 51e, Matias Delgado récoltait un deuxième carton jaune, synonyme de rouge, et voilà que Beşiktaş JK était réduit à 10. À la 53e, Cassio Lincoln effectuait une superbe passe décisive à Milan Baros au-dessus de la défense que ce dernier ne manquait pas le cadre, 3-1 pour Galatasaray SK. À la 55e, Beşiktaş JK réduisait de nouveau le score par le biais de Filip Holosko, 3-2. Mais à la 67e, Uğur İnceman accrochait Cassio Lincoln dans la surface de réparation, pénalty que transformait Milan Baros et hat-trick pour ce dernier, 4-2 pour Galatasaray SK score final,. 

À la mi-saison Milan Baros était en tête du classement des meilleurs buteurs du championnat avec 14 buts. 

Le 30 décembre 2008, la chaine sportive canadienne TSN, a publié la liste des équipes les plus puissantes sur le continent européen, Galatasaray SK figurait à la 19e place.

### Janvier 2009, un mois glacial
Le 8 janvier 2009, Galatasaray SK se déplaçait à Izmir pour jouer contre Altay Izmir équipe de Bank Asya 1. Lig, pour le compte de match de poule en Coupe de Turquie. À la 21e minute c'était l'équipe d'Altay Izmir qui créait la surprise en ouvrant le score grâce à Şehmus Özer sur une reprise de vollée. La première période se terminait sur un score de 1-0 pour Altay Izmir. Galatasaray SK dominait le match et se créaient de multiples occasions mais gâchées par les joueurs. À la 81e, Milan Baros manquait un pénalty. Et c'était à la 86e que Galatasaray SK égalisait grâce à un but de la tête du jeune Yaser Yıldız sur une passe décisive de Ayhan Akman, 1-1. Trois minutes plus tard, à la 89e, Galatasaray SK marquait de nouveau grâce à Milan Baros sur une passe décisive de Arda Turan, score final 1-2 pour Galatasaray SK. 

Le 11 janvier 2009, Galatasaray SK disputait un match amical contre Bayer Leverkusen à Antalya dans le cadre d'une coupe à 4 équipes intitulée "TRT Radyospor Cup". Galatasaray SK perdait 3-1 contre Bayer Leverkusen. 

Le 13 janvier 2009, Galatasaray SK jouait contre Werder Brême en match amical et gagnait 4-1. 

Le 15 janvier 2009, sur le site officiel de la FIFA, un article sur Milan Baros était publié, mentionnant la "Renaissance de Milan Baros". 

Le 17 janvier 2009, Galatasaray SK recevait Malatyaspor en phase de groupe de la Coupe de Turquie. À la 18e minute Aydın Yılmaz ouvrait le score, 1-0 pour Galatasaray SK. À la 45e, c'était Ümit Karan qui doublait la mise, 2-0. À la 66e, Malatyaspor réduisait le score par l'intermédiaire de Alper Akıcı, 2-1. Mais à la 71e, Arda Turan marquait, 3-1. Mais Malatyaspor n'avait pas dit son dernier mot à la 75e avec un but de Turgay Koyuncu, 3-2. Et enfin à la 86e, Yaser Yıldız concluait par un pénalty, score final 4-2 pour Galatasaray SK, avec ce résultat Galatasaray SK terminait à la 1re place du groupe B et se qualifiait pour les quarts de finale. 

Le 19 janvier 2009, avait lieu le tirage au sort des quarts de finale de la Coupe de Turquie. L'adversaire de Galatasaray SK était Sivasspor. 

Le 22 janvier 2009, Ayhan Akman, Semih Kaya, Servet Çetin et Hakan Balta avaient prolongé leurs contrats, 3 ans pour le premier et le deuxième, 3,5 ans pour le troisième et 4,5 pour le dernier. 

Le 24 janvier 2009, Galatasaray SK se déplaçait à Sivas pour affronter le leader du Championnat de Turquie Sivasspor. La pelouse du stade de Sivasspor était devenue une patinoire, limite praticable, l'arbitre avait décidé que la rencontre pouvait avoir lieu. À la 44e minute du match, Ümit Karan se voyait expulsé par l'arbitre, Galatasaray SK était réduit à 10. À la 51e, Sivasspor ouvrait le score sur un but de Abdurrahman Dereli, 1-0 pour Sivasspor. À la 66e, Sivasspor doublait la mise avec un but de Sezer Badur, score final 2-0 pour Sivasspor. À la fin du match, l'équipe de Galatasaray SK a déposé une réserve technique à l'encontre de l'arbitre pour non-respect des lois du jeu. 

Le 27 janvier 2009, l'équipe de Galatasaray SK recevait à domicile l'équipe de Sivasspor pour le compte des quarts de finale aller de la Coupe de Turquie. Malgré une domination de Galatasaray SK en 1re période, le score était vierge à la mi-temps, 0-0. Mais en seconde période, à la 74e Pini Balili ouvrait le score pour Sivasspor, 0-1. À la 90e+2 minutes, Ayhan Akman égalisait sur un centre de Sabri Sarıoğlu, 1-1 score final. 

Le 31 janvier 2009, l'équipe de Galatasaray SK se déplaçait à Denizli pour jouer contre Denizlispor équipe classée 15e en Türkcell Süperlig. À la 9e minute, Milan Baros ouvrait le score pour Galatasaray SK sur une superbe passe décisive de Arda Turan, 0-1 pour Galatasaray SK. À la 74e, c'était Shabani Nonda qui aggravait le score par un super but sur une passe décisive de Sabri Sarıoğlu. À la 81e, Ayhan Akman écopait d'un second carton jaune, synonyme de rouge, mais le score en restait là, 0-2 pour Galatasaray SK.

### Février 2009,Michael Skibbelimogé,Bülent Korkmaznouvel entraîneur
Le 3 février 2009, la Fédération de Turquie de football donnait sa décision concernant la réserve technique déposée par Galatasaray SK, à l'encontre de l'arbitre sur le match de championnat contre Sivasspor perdu par Galatasaray SK 2-0. Il a été décidé qu'aucune erreur technique n'avait été réalisée par l'arbitre. 

Le 3 février 2009, Galatasaray SK se déplaçait de nouveau à Sivas pour le match retour des quarts de finale de la Coupe de Turquie. Dès la 8e minute Arda Turan ouvrait le score, 0-1 pour Galatasaray SK. À la 30e, c'était Yannick Kamanan la nouvelle recrue de l'intersaison de Sivasspor qui égalisait. Pendant les prolongations à la 118e, Mehmet Yıldız était expulsé et Sivasspor était réduit à 10. Mais le score à la fin des prolongations était toujours 1-1. On allait donc procéder aux tirs au but. Et c'était Sivasspor qui était qualifié pour les demi-finales par 3tab1. 

Le 7 février 2009, Galatasaray SK recevait l'équipe de Kayserispor classée à la 7e place du Championnat turc. À la 28e, Shabani Nonda ouvrait le score, 1-0 pour les locaux. À la 29e, Cassio Lincoln se voyait expulsé par l'arbitre. En seconde période Galatasaray SK essayait tout pour ne pas encaisser de but, mais à la 90e, Kayserispor égalisait grâce à Mehmet Eren Boyraz, score final 1-1. 

Le 14 février 2009, l'équipe se déplaçait à Antalya pour y affronter Antalyaspor qui était classé 14e en Championnat. Mais Galatasaray SK perdait le match sur un score de 1-0, but de Ahmet Kuru. 

Le 18 février 2009, Galatasaray SK se déplaçait à Bordeaux, pour le compte de la Coupe UEFA pour jouer le match aller contre le FC Girondins de Bordeaux. C'était la 3e fois en 3 ans que Galatasaray SK se déplaçait à Bordeaux, les deux premières confrontations s'étaient soldées par un échec. Entre autres Milan Baros affirmait que c'était l'objectif no 1 du club de remporter la finale de la Coupe UEFA. Malgré une transversalle de Marouane Chamakh et une grosse occasion de but de Harry Kewell, le score final était de 0-0,. 

Le 22 février 2009, Galatasaray SK recevait Kocaelispor qui était classé 17e. Tout était très bien parti quand Mehmet Topal ouvrait le score pour Galatasaray SK, 1-0. Mais à la 24e, Taner Gülleri égalisait, 1-1. À la 35e, c'était Murat Hacıoğlu qui donnait l'avantage au score pour Kocaelispor, 1-2. À la 63e, Taner Gülleri marquait de nouveau, 1-3. Mais à la 73e, Cassio Lincoln réduisait le score, 2-3. À la 87e, Milan Baros manquait le but égalisateur sur pénalty, et de suite sur contre attaque à la 88e le joueur du match Taner Gülleri enfonçait le clou, 2-4. Les joueurs de Galatasaray SK étaient sous le choc, mais Taner Gülleri allait marquer son 4e buts à la 90e+5, score final 2-5 pour Kocaelispor et une défaite très dure à digérer avant la venue du FC Girondins de Bordeaux. 

Le 23 février 2009, les dirigeants de Galatasaray SK déclaraient sur le site officiel du club que l'entraîneur Michael Skibbe avait été remercié,. 

Quelques minutes plus tard, le nouvel entraîneur était déjà désigné. C'était l'emblèmatique ancien joueur de Galatasaray SK, Bülent Korkmaz. 

Le 24 février 2009, Bülent Korkmaz s'engageait officiellement avec l'équipe de Galatasaray SK. 

Le 24 février 2009, Servet Çetin serait absent 6 semaines pour cause d'une blessure au pied. 

Le 26 février 2009, Galatasaray SK recevait l'équipe du FC Girondins de Bordeaux pour le compte du match retour des 1/16e de Finale de la Coupe de l'UEFA. Après le 0-0 du match aller, Laurent Blanc avait annoncé, que ce serait chaud au Stade Ali Sami Yen. Quant à Bülent Korkmaz, il promettait de rester calme. Mais la partie commençait très mal pour Galatasaray SK qui se voyait déjà mener au score à la 11e seconde sur un but de David Bellion, sans doute le but le plus rapide en coupes européennes, 0-1 pour FC Girondins de Bordeaux. Après ce but Galatasaray SK commençait à mettre la pression dans la défense des Girondins, et c'était à la 42e que Arda Turan égalisait, 1-1. Trois minutes plus tard, à la 45e, Harry Kewell décrochait un tir des 25 mètres qui partait en pleine lucarne, 2-1. À la pause Galatasaray SK menait au score. Depuis le début de la seconde mi-temps, Galatasaray SK déployait un football de rêve, et se voyait récompensait à la 65e avec un nouveau but de Arda Turan sur une superbe passe décisive de Cassio Lincoln, 3-1. Mais à partir de ce but, Galatasaray SK se repliait en défense et se voyait rattrapé au score tout d'abord à la 74e avec un but de Marouane Chamakh, et un autre à la 75e de Fernando Cavenaghi, 3-3. Voilà que Galatasaray SK avait l'obligation de marquer un nouveau but pour se qualifier. Les supporters de Galatasaray SK poussaient et encourageaient ses joueurs dans une ambiance à devenir sourd et les joueurs mettaient la pression dans la défense Girondine et se voyaient récompenser à la 90e sur un mauvais dégagement de la défense Bordelaise, Sabri Sarıoğlu décrochait un tir qui transperçait la défense et rentrait au fond des filets, 4-3 score final. 

Le 27 février 2009, d'après une interview, Bülent Korkmaz annonçait qu'il voyait grand pour Galatasaray SK.

### Mars 2009, la désillusion européenne
Le 1er mars 2009, Galatasaray SK se déplaçait à Konya pour y disputer un match de Championnat contre Konyaspor équipe qui était classée à la 13e place. Dès la 11e minute Arda Turan ouvrait le score pour Galatasaray SK, d'ailleurs le match se terminait sur ce score. 

Le 2 mars 2009, le site officiel de l'UEFA, publiait un article sur la blessure de Mehmet Topal. 

Le 6 mars 2009, Galatasaray SK recevait Bursaspor équipe classée à la 8e place en Türkcell Süperlig pour le compte de la 23e journée du championnat. Dès la 10e minute, Harry Kewell centrait pour Milan Baros qui marquait de la tête, 1-0. À la 30e minute de jeu, sur un mauvais dégagement du gardien Dimitar Ivankov le ballon percutait la poitrine de Aydın Yılmaz et prenait la direction du but, 2-0. À la 2e mi-temps, Bursaspor réduisait le score à la 53e grâce à Ibrahim Öztürk, 2-1 score final. 

Le 10 mars 2009, le club de Galatasaray SK annonçait le départ de Fernando Meira pour le club russe du Zenith Saint-Petersbourg. 

Le 12 mars 2009, Galatasaray SK se déplaçait à Hambourg pour le match aller des 1/8e de finale de la Coupe de l'UEFA, la veille du match, l'entraîneur de Hambourg SV Martin Jol déclarait que son équipe devait marquer un ou des buts pour pouvoir espérer un match retour plus serein. Dès le début de la rencontre Galatasaray SK imposait son jeu techniquement et possédait majoritairement le ballon, ce qui agaçait les joueurs de Hambourg SV, et Galatasaray SK se voyait récompensé à la 32e minute sur une contre attaque menée par Arda Turan sur le flanc gauche, ce dernier donnait le ballon à Cassio Lincoln dans l'axe, et lui-même la donnait à Ayhan Akman qui était complètement démarqué sur la droite, Ayhan Akman tirait des 20 mètres et trompait le gardien Frank Rost, 0-1 pour Galatasaray SK, c'est également le score à la mi-temps. À la deuxième mi-temps, Hambourg SV multipliait les attaques et à la 49e, Marcell Jansen égalisait sur une superbe vollée, 1-1. À la 53e, Emre Aşık retenait un joueur qui prenait la direction des buts, l'arbitre l'expulsait, Galatasaray SK était réduit à 10. Voila que Galatasaray SK se retrouvait pratiquement sans vrais défenseurs centraux, Bülent Korkmaz prenait le risque de faire évoluer Harry Kewell en défense central. Malgré de multiples occasions de Hambourg SV le match se soldait par un score nul 1-1. 

Le 15 mars 2009, Galatasaray SK se déplaçait à Trabzon pour jouer contre une très bonne équipe de Trabzonspor équipe qui était classée 3e en Türkcell Süperlig. Dès la 7e minute Alanzinho ouvrait le score pour Trabzonspor d'une superbe demi-vollée, 1-0. À la 12e, Arda Turan envoyait le ballon dans le dos de la défense de Trabzonspor, Milan Baros récupérait le ballon et égalisait, 1-1. À la 60e, sur une erreur du gardien Tony Silva, Arda Turan donnait l'avantage à Galatasaray SK, 1-2. À la 81e, Yaser Yıldız se voyait expulser pour un coup de coude à Egemen Korkmaz. Mais à la 85e, Trabzonspor égalisait grâce à Gustavo Colman, score final 2-2. 

Le 19 mars 2009, Galatasaray SK recevait l'équipe de Hambourg SV pour le match retour des 1/8e de finale de la Coupe de l'UEFA. À la 42e minute, Harry Kewell transforme un pénalty, 1-0. À la 48e, sur une superbe combinaison Milan Baros double le score, 2-0. C'était sous-estimer l'équipe de Hambourg SV, dès la 57e, Paolo Guerrero réduit l'écart, 2-1 puis récidive à la 60e en marquant le but de l'égalisation, 2-2. Le moral à zéro, Galatasaray SK concède un nouveau but à la 90e par Ivica Olić, score final 2-3. 

Le 22 mars 2009, Galatasaray SK recevait Eskişehirspor, équipe qui était classée 12e en Türkcell Süperlig. À la 54e minute Safet Nadarević recevait un carton rouge et l'équipe de Eskişehirspor était réduite à 10, mais ce qui ne les empêchait pas de marquer le but de la victoire à la 69e grâce à Souleymane Youla, 0-1 score final pour Eskişehirspor.

### Avril 2009, le titre s'éloigne
Le lundi 6 avril 2009, Galatasaray SK se déplaçait à Gaziantep pour y défier le Gaziantepspor. Sur un centre dévié de Harry Kewell, Milan Baros inscrivait un superbe but d'une bicyclette, 0-1. Bien que Gaziantepspor se montrait très dangereux, le score restait le même. Galatasaray SK passait à la quatrième place, à égalité de points avec Fenerbahçe SK, avant de recevoir ce dernier le 12 avril 2009. 

Le 12 avril 2009, Galatasaray SK recevait grand rival, le Fenerbahçe SK. Dans un Stade Ali Sami Yen chaud bouillant, aucune des deux équipes ne parvenait à marquer, tétanisée par l'enjeu. Pire, en toute fin de match, une bagarre générale éclatait à cause d'un coup de tête de Diego Lugano sur Emre Aşık. L'arbitre fut forcé d'expulser 2 joueurs de chaque camp Arda Turan, Emre Aşık pour Galatasaray SK, Semih Şentürk  et Diego Lugano pour Fenerbahçe SK. 

Le 19 avril 2009, Galatasaray SK se rendait au Stade Olympique Atatürk pour affronter Istanbul BB qui était classé 14e en Türkcell Süperlig. Après une première mi-temps décevante, Galatasaray SK trouvait la faille à la 65e par un but inscrit par Milan Baros sur une passe décisive de Shabani Nonda, et c'était le score final, 0-1 pour Galatasaray SK. 

Le 26 avril 2009, Galatasaray SK recevait Ankaraspor qui était classé 8e en Türkcell Süperlig, le match se jouait à huis clos pour les incidents qui étaient survenus lors du match contre Fenerbahçe SK. À la 23e minute, Barış Özbek ouvrait le score pour Galatasaray SK, 1-0. Mais à la 89e, Ankaraspor égalisait grâce à un but du gabonais Roguy Méyé, score final 1-1 .

### Mai 2009, décevante5eplace
Le 1er mai 2009, Galatasaray SK se déplaçait à Ankara pour jouer contre le dernier du Championnat de Turquie, Hacettepe SK. Mais le match fut très décevant pour Galatasaray SK qui se voyait mener au score à la 58e minute par un but du Congolais Patiyo Tambwe, 1-0 pour Hacettepe SK. Et à la 89e, les locaux doublaient le score grâce à un but de Ibrahim Şahin, score final, 2-0 pour Hacettepe SK. 

Le 9 mai 2009, Galatasaray SK recevait Ankaragücü l'équipe de la capitale qui était classée 10e en Türkcell Süperlig. Mais le match s'était déroulé à Kayseri au Stade Kadir Has pour cause de suspension d'un match du Stade Ali Sami Yen. À la 12e minute du match Milan Baros ouvrait le score sur pénalty, 1-0. À la 52e, l'ancien joueur de Galatasaray SK Ismaël Bouzid se voyait expulsé pour un second carton jaune. Mais le score en restait là, 1-0. 

Le 17 mai 2009, Galatasaray SK recevait Gençlerbirliği l'équipe de la capitale qui était classée 10e en Türkcell Süperlig. Malgré une très bonne 1re mi-temps, l'équipe de Galatasaray SK ne parvenait pas à ouvrir le score. Mais en seconde mi-temps, à la 63e minute, sur une passe décisive de Ayhan Akman, Harry Kewell le chouchou des supporters ouvrait le score, 1-0. À la 67e, c'était Barış Özbek qui doublait la mise grâce à une passe décisive d'Harry Kewell, 2-0. Mais à la 89e, Gençlerbirliği réduisait le score grâce à Kahê, score final 2-1. 

Le 24 mai 2009, Galatasaray SK se déplaçait chez son rival Beşiktaş JK qui était leader du Türkcell Süperlig. À la 40e minute malgré une domination de Galatasaray SK, Mehmet Topal déviait le ballon dans ses propres buts, 1-0 pour Beşiktaş JK. Mais à la 48e, sur une passe décisive de Shabani Nonda, Harry Kewell égalisait, 1-1. Mais à la 58e, Beşiktaş JK marquait de nouveau par l'intermédiaire de Yusuf Şimşek, 2-1 score final malgré un très beau jeu de Galatasaray SK. 

Le 30 mai 2009, Galatasaray SK recevait la surprenante révélation de la saison 2008-2009, l'équipe de Sivasspor qui était classée 2e en Türkcell Süperlig. À la 12e minute du match, sur une passe décisive de Milan Baros, Arda Turan ouvrait le score, 1-0. Mais en seconde mi-temps à la 46e, Hervé Tum égalisait de la tête, 1-1. Mais à la 82e, Arda Turan marquait de nouveau sur une superbe frappe déviée par son coéquipier Shabani Nonda, score final 2-1.

## Les rencontres de la saison

### Matchs amicaux
| Date            | Adversaire          | Lieu      | Score | Buteurs                                       | Diffusion |
| --------------- | ------------------- | --------- | ----- | --------------------------------------------- | --------- |
| 13 juillet 2008 | VfB Homberg         | Duisbourg | 0-2   | Yıldız 30e, Şentürk 64e                       | D Smart   |
| 16 juillet 2008 | SC Paderborn        | Paderborn | 1-1   | Özbek 20e                                     | D Smart   |
| 19 juillet 2008 | Lokomotiv Sofia     | Bochum    | 1-1   | Özbek 90e                                     | D Smart   |
| 23 juillet 2008 | KRC Genk            | Bochum    | 0-0   |                                               | D Smart   |
| 1er août 2008   | TSG 1899 Hoffenheim | Mannheim  | 2-1   | Aşık 10e                                      | D Smart   |
| 3 août 2008     | TSV Munich 1860     | Munich    | 0-0   |                                               | D Smart   |
| 7 août 2008     | Bursaspor           | Bursa     | 0-0   |                                               | D Smart   |
| 11 janvier 2009 | Bayer Leverkusen    | Antalya   | 1-3   | Karan 82e (Pén)                               | TRT 1     |
| 13 janvier 2009 | Werder Brême        | Antalya   | 4-1   | Sarıoğlu 10e, Turan 15e, Akman 81e, Elmas 83e | TRT 1     |

### Supercoupe de Turquie
| Date         | Adversaire  | Lieu      | Score | Buteurs               | Joueur du match | Public | Diffusion |
| ------------ | ----------- | --------- | ----- | --------------------- | --------------- | ------ | --------- |
| 17 août 2008 | Kayserispor | Duisbourg | 2 - 1 | Kewell 66e, Nonda 73e | Harry Kewell    | 14 000 | TRT 1     |

### Ligue des champions
| Date         | Tour          | Adversaire      | Lieu | Score | Buteurs        | Joueur du Match | Public | Diffusion |
| ------------ | ------------- | --------------- | ---- | ----- | -------------- | --------------- | ------ | --------- |
| 13 août 2008 | 3e TP. aller  | Steaua Bucarest | Dom. | 2 - 2 | Nonda 19e, 47e | Shabani Nonda   | 26 750 | D Smart   |
| 27 août 2008 | 3e TP. retour | Steaua Bucarest | Ext. | 1 - 0 |                | Aucun           | 22 857 | D Spor    |

### Coupe de l'UEFA
| Date              | Tour            | Adversaire    | Lieu | Score | Buteurs                                  | Joueur du match | Public | Diffusion |
| ----------------- | --------------- | ------------- | ---- | ----- | ---------------------------------------- | --------------- | ------ | --------- |
| 18 septembre 2008 | 1er Tour aller  | AC Bellinzone | Ext. | 3-4   | Kewell 39e, Baros 52e 81e, Lincoln 90+5e | Milan Baros     | 12 300 | Show TV   |
| 2 octobre 2008    | 1er Tour retour | AC Bellinzone | Dom. | 2-1   | Baros 24e (Pén.), Yıldız 84e             | Cassio Lincoln  | 26 750 | D Smart   |

#### Groupe B
| Date             | Tour     | Adversaire       | Lieu   | Score  | Buteurs             | Joueur du match | Public | Diffusion |
| ---------------- | -------- | ---------------- | ------ | ------ | ------------------- | --------------- | ------ | --------- |
| 23 octobre 2008  | Gr.B J01 | Olympiakos       | Dom.   | 1-0    | Kewell 25e          | Harry Kewell    | 26 750 | D-Smart   |
| 6 novembre 2008  | Gr.B J02 | Benfica          | Ext.   | 0-2    | Aşık 52e, Karan 69e | Arda Turan      | 46 767 | TRT 1     |
| 27 novembre 2008 | Gr.B J03 | Metalist Kharkiv | Dom.   | 0-1    |                     | Cassio Lincoln  | 26 750 | D-Smart   |
| 3 décembre 2008  | Gr.B J04 | Hertha Berlin    | Ext.   | 0-1    | Baros 69e (Pén)     | Cassio Lincoln  | 62 612 | TRT 1     |
| 18 décembre 2008 | Gr.B J05 | exempt           | exempt | exempt | exempt              | exempt          | exempt | exempt    |

#### Classement
| Rang | Équipe           | Pts | J | G | N | P | Bp | Bc | Diff |
| ---- | ---------------- | --- | - | - | - | - | -- | -- | ---- |
| 1    | Metalist Kharkiv | 10  | 4 | 3 | 1 | 0 | 3  | 0  | +3   |
| 2    | Galatasaray      | 9   | 4 | 3 | 0 | 1 | 4  | 1  | +3   |
| 3    | Olympiakos       | 6   | 4 | 2 | 0 | 2 | 9  | 3  | +6   |
| 4    | Hertha Berlin    | 2   | 4 | 0 | 2 | 2 | 5  | 2  | +3   |
| 5    | Benfica Lisbonne | 1   | 4 | 0 | 1 | 3 | 2  | 9  | -7   |

| Date            | Tour        | Adversaire            | Lieu | Score | Buteurs                                  | Joueur du match   | Public | Diffusion |
| --------------- | ----------- | --------------------- | ---- | ----- | ---------------------------------------- | ----------------- | ------ | --------- |
| 18 février 2009 | 1/16 Aller  | Girondins de Bordeaux | Ext. | 0-0   |                                          | Mehmet Topal      | 22243  | M6        |
| 26 février 2009 | 1/16 Retour | Girondins de Bordeaux | Dom. | 4-3   | Turan 42e, 65e, Kewell 45e, Sarıoğlu 90e | Arda Turan        | 26750  | W9        |
| 12 mars 2009    | 1/8 Aller   | Hambourg SV           | Ext. | 1-1   | Akman 32e                                | Morgan De Sanctis | 50500  | D-Smart   |
| 19 mars 2009    | 1/8 Retour  | Hambourg SV           | Dom. | 2-3   | Kewell 42e (Pén.), Baros 48e             | Milan Baros       | 23500  | Direct 8  |

Dernière mise à jour le 19 mars 2009.

### Coupe de Turquie

#### Groupe B
| Date             | Tour     | Adversaire  | Lieu   | Score  | Buteurs                                             | Joueur du match | Public | Diffusion |
| ---------------- | -------- | ----------- | ------ | ------ | --------------------------------------------------- | --------------- | ------ | --------- |
| 30 octobre 2008  | Gr.B J01 | Ankaraspor  | Ext.   | 1-1    | Karan 9e                                            | Ümit Karan      | ?      | Lig TV    |
| 13 novembre 2008 | Gr.B J02 | Kayserispor | Dom.   | 1-0    | Yılmaz 90e                                          | Aykut Erçetin   | ?      | Lig TV    |
| 8 janvier 2009   | Gr.B J03 | Altay SK    | Ext.   | 1-2    | Yıldız 86e, Baros 89e                               | Arda Turan      | ?      | Lig TV    |
| 11 janvier 2009  | Gr.B J04 | exempt      | exempt | exempt | exempt                                              | exempt          | exempt | exempt    |
| 17 janvier 2009  | Gr.B J05 | Malatyaspor | Dom.   | 4-2    | Yılmaz 18e, Karan 45e, Turan 71e, Yıldız 86e (Pén.) | Arda Turan      | 10 000 | Lig TV    |

#### Classement
| Pl. | Équipe         | J | G | N | P | Bp | Bc | GA | Pts |
| --- | -------------- | - | - | - | - | -- | -- | -- | --- |
| 1er | Galatasaray SK | 4 | 3 | 1 | 0 | 8  | 4  | +4 | 10  |
| 2e  | Ankaraspor     | 4 | 2 | 1 | 1 | 9  | 7  | +2 | 7   |
| 3e  | Kayserispor    | 4 | 2 | 1 | 1 | 6  | 4  | +2 | 7   |
| 4e  | Altay Izmir    | 4 | 1 | 1 | 2 | 7  | 6  | 1  | 4   |
| 5e  | Malatyaspor    | 4 | 0 | 0 | 4 | 5  | 14 | -9 | 0   |

| Date            | Tour       | Adversaire | Lieu | Score       | Buteurs     | Joueur du match | Public | Diffusion |
| --------------- | ---------- | ---------- | ---- | ----------- | ----------- | --------------- | ------ | --------- |
| 27 janvier 2009 | 1/4 Aller  | Sivasspor  | Dom. | 1-1         | Akman 90+2e | Ayhan Akman     | 15000  | Lig TV    |
| 3 février 2009  | 1/4 Retour | Sivasspor  | Ext. | 1-1 (3tab1) | Turan 8e    | Arda Turan      | 18000  | Lig TV    |

### Türkcell Süperlig
| Date              | J.  | Adversaire        | Lieu | Score | Buteurs                                         | Joueur du Match   | Class. | Public      | Diffusion |
| ----------------- | --- | ----------------- | ---- | ----- | ----------------------------------------------- | ----------------- | ------ | ----------- | --------- |
| 23 août 2008      | J01 | Denizlispor       | Dom. | 4-1   | Kewell 36e, Balta 75e, Özbek 84e, Lincoln 90+4e | Cassio Lincoln    | 1er    | 20 000      | Lig TV    |
| 31 août 2008      | J02 | Kayserispor       | Ext. | 0-0   |                                                 | Aucun             | 4e     | 23 000      | Lig TV    |
| 13 septembre 2008 | J03 | Antalyaspor       | Dom. | 0-0   |                                                 | Morgan De Sanctis | 6e     | 23 000      | Lig TV    |
| 21 septembre 2008 | J04 | Kocaelispor       | Ext. | 1-4   | Baros 31e, 80e, Nonda 57e, Kewell 82e           | Milan Baros       | 4e     | 14 000      | Lig TV    |
| 28 septembre 2008 | J05 | Konyaspor         | Dom. | 4-1   | Baros 8e, 61e, Lincoln 51e, Kewell 66e          | Milan Baros       | 3e     | 17 000      | Lig TV    |
| 5 octobre 2008    | J06 | Bursaspor         | Ext. | 2-1   | Turan 56e                                       | Arda Turan        | 5e     | 19 616      | Lig TV    |
| 19 octobre 2008   | J07 | Trabzonspor       | Dom. | 3-0   | Turan 27e, Çetin 32e, Lincoln 61e               | Arda Turan        | 4e     | 26 750      | Lig TV    |
| 26 octobre 2008   | J08 | Eskişehirspor     | Ext. | 4-2   | Akman 35e, Baros 50e                            | Milan Baros       | 6e     | 18 608      | Lig TV    |
| 2 novembre 2008   | J09 | Gaziantepspor     | Dom. | 3-1   | Kewell 10e, Lincoln 11e, Turan 82e              | Arda Turan        | 5e     | 25 000      | Lig TV    |
| 9 novembre 2008   | J10 | Fenerbahçe SK     | Ext. | 4-1   | Lincoln 1re                                     | Cassio Lincoln    | 5e     | 50 509      | Lig TV    |
| 16 novembre 2008  | J11 | Istanbul BB       | Dom. | 2-0   | Kewell 39e, Lincoln 83e                         | Cassio Lincoln    | 5e     | 16 000      | Lig TV    |
| 22 novembre 2008  | J12 | Ankaraspor        | Ext. | 0-0   |                                                 | Servet Çetin      | 5e     |             | Lig TV    |
| 30 novembre 2008  | J13 | Hacettepe SK      | Dom. | 3-1   | Baros 45e, 58e (Pén.), 72e                      | Milan Baros       | 4e     |             | Lig TV    |
| 7 décembre 2008   | J14 | Ankaragücü        | Ext. | 0-3   | Baros 61e, 65e, Kewell 62e                      | Cassio Lincoln    | 3e     |             | Lig TV    |
| 12 décembre 2008  | J15 | Gençlerbirliği SK | Ext. | 1-3   | Lincoln 28e, Baros 39e, Turan 42e,              | Cassio Lincoln    | 3e     |             | Lig TV    |
| 21 décembre 2008  | J16 | Beşiktaş JK       | Dom. | 4-2   | Çetin 8e, Baros 13e (Pén.), 53e, 67e (Pén.)     | Milan Baros       | 3e     | 26750       | Lig TV    |
| 24 janvier 2009   | J17 | Sivasspor         | Ext. | 2-0   |                                                 | Barış Özbek       | 3e     | 17000       | Lig TV    |
| 31 janvier 2009   | J18 | Denizlispor       | Ext. | 0-2   | Baros 9e, Nonda 74e                             | Arda Turan        | 3e     | 15534       | Lig TV    |
| 7 février 2009    | J19 | Kayserispor       | Dom. | 1-1   | Nonda 28e                                       | Arda Turan        | 3e     | 23000       | Lig TV    |
| 14 février 2009   | J20 | Antalyaspor       | Ext. | 1-0   |                                                 | Morgan De Sanctis | 3e     | 11137       | Lig TV    |
| 22 février 2009   | J21 | Kocaelispor       | Dom. | 2-5   | Topal 15e, Lincoln 73e                          | Arda Turan        | 5e     | 20000       | Lig TV    |
| 1er mars 2009     | J22 | Konyaspor         | Ext. | 0-1   | Turan 10e                                       | Arda Turan        | 5e     | 20000       | Lig TV    |
| 6 mars 2009       | J23 | Bursaspor         | Dom. | 2-1   | Baros 10e, Yılmaz 30e                           | Emre Aşık         | 5e     | 23000       | Lig TV    |
| 15 mars 2009      | J24 | Trabzonspor       | Ext. | 2-2   | Baros 12e, Turan 60e                            | Arda Turan        | 5e     | 21757       | Lig TV    |
| 22 mars 2009      | J25 | Eskişehirspor     | Dom. | 0-1   |                                                 | Arda Turan        | 5e     | 18500       | Lig TV    |
| 6 avril 2009      | J26 | Gaziantepspor     | Ext. | 0-1   | Baros 10e                                       | Milan Baros       | 4e     |             | Lig TV    |
| 12 avril 2009     | J27 | Fenerbahçe SK     | Dom. | 0-0   |                                                 | Barış Özbek       | 5e     | 26750       | Lig TV    |
| 19 avril 2009     | J28 | Istanbul BB       | Ext. | 0-1   | Baros 65e                                       | Milan Baros       | 4e     | 10000       | Lig TV    |
| 26 avril 2009     | J29 | Ankaraspor        | Dom. | 1-1   | Özbek 23e                                       | Barış Özbek       | 4e     | (huis clos) | Lig TV    |
| 1er mai 2009      | J30 | Hacettepe SK      | Ext. | 2-0   |                                                 |                   | 4e     |             | Lig TV    |
| 9 mai 2009        | J31 | Ankaragücü        | Dom. | 1-0   | Baros Pén                                       | Milan Baros       | 4e     | 30000       | Lig TV    |
| 17 mai 2009       | J32 | Gençlerbirliği SK | Dom. | 2-1   | Kewell 63e, Özbek 67e                           | Harry Kewell      | 4e     | 18000       | Lig TV    |
| 24 mai 2009       | J33 | Beşiktaş JK       | Ext. | 2-1   | Kewell 49e                                      | Harry Kewell      | 5e     | 32145       | Lig TV    |
| 30 mai 2009       | J34 | Sivasspor         | Dom. | 2-1   | Turan 12e, 82e                                  | Arda Turan        | 5e     | 23000       | Lig TV    |

#### Classement
| Place | Équipes          | J  | G  | N  | P  | Bp | Bc | GA  | Pts |
| ----- | ---------------- | -- | -- | -- | -- | -- | -- | --- | --- |
| 1er   | Beşiktaş JK CdT  | 34 | 21 | 8  | 5  | 60 | 30 | +30 | 71  |
| 2e    | Sivasspor        | 34 | 19 | 9  | 6  | 54 | 28 | +26 | 66  |
| 3e    | Trabzonspor      | 34 | 19 | 8  | 7  | 54 | 34 | +20 | 65  |
| 4e    | Fenerbahçe SK V  | 34 | 18 | 7  | 9  | 60 | 36 | +24 | 61  |
| 5e    | Galatasaray SK T | 34 | 18 | 7  | 9  | 57 | 39 | +18 | 61  |
| 6e    | Bursaspor        | 34 | 16 | 10 | 8  | 47 | 36 | +11 | 58  |
| 7e    | Kayserispor      | 34 | 13 | 11 | 10 | 38 | 26 | +12 | 50  |
| 8e    | Gaziantepspor    | 34 | 12 | 11 | 11 | 46 | 48 | -2  | 47  |
| 9e    | Istanbul BB      | 34 | 12 | 6  | 16 | 37 | 46 | -9  | 42  |
| 10e   | Ankaraspor       | 34 | 11 | 8  | 15 | 36 | 42 | -6  | 41  |
| 11e   | Eskişehirspor P  | 34 | 10 | 10 | 14 | 45 | 49 | -4  | 40  |
| 12e   | Antalyaspor p    | 34 | 10 | 10 | 14 | 34 | 42 | -8  | 40  |
| 13e   | Ankaragücü       | 34 | 11 | 6  | 17 | 36 | 47 | -11 | 39  |
| 14e   | Gençlerbirliği   | 34 | 10 | 8  | 16 | 38 | 50 | -12 | 38  |
| 15e   | Denizlispor      | 34 | 11 | 5  | 18 | 39 | 52 | -13 | 38  |
| 16e   | Konyaspor        | 34 | 10 | 8  | 16 | 35 | 46 | -11 | 38  |
| 17e   | Kocaelispor P    | 34 | 8  | 5  | 21 | 47 | 73 | -26 | 29  |
| 18e   | Hacettepe SK     | 34 | 5  | 7  | 22 | 24 | 63 | -39 | 22  |

## Bilan total de la saison toutes compétitions confondues
| Équipe         | Joué | Gagné | Nul | Perdu | Marqué | Encaissé | Différence | Jaune | Rouge |
| -------------- | ---- | ----- | --- | ----- | ------ | -------- | ---------- | ----- | ----- |
| Galatasaray SK | 53   | 28    | 13  | 12    | 88     | 61       | +27        | 103   | 10    |

## Bilan par joueur
| N° | Nat. | Nom       | Championnat  | Championnat | Championnat      | Championnat | Championnat  | Championnat   | Coupe de Turquie | Coupe de Turquie | Coupe de Turquie | Coupe de Turquie | Coupe de Turquie | Coupe de Turquie | Supercoupe de Turquie | Supercoupe de Turquie | Supercoupe de Turquie | Supercoupe de Turquie | Supercoupe de Turquie | Supercoupe de Turquie | Ligue des champions | Ligue des champions | Ligue des champions | Ligue des champions | Ligue des champions | Ligue des champions | Coupe UEFA   | Coupe UEFA  | Coupe UEFA       | Coupe UEFA | Coupe UEFA   | Coupe UEFA    | Total        | Total       | Total            | Total  | Total        | Total         |
| N° | Nat. | Nom       | Matchs Joués | But inscrit | Passes décisives | Averti      | Carton rouge | Minutes Joués | Matchs Joués     | But inscrit      | Passes décisives | Averti           | Carton rouge     | Minutes Joués    | Matchs Joués          | But inscrit           | Passes décisives      | Averti                | Carton rouge          | Minutes Joués         | Matchs Joués        | But inscrit         | Passes décisives    | Averti              | Carton rouge        | Minutes Joués       | Matchs Joués | But inscrit | Passes décisives | Averti     | Carton rouge | Minutes Joués | Matchs Joués | But inscrit | Passes décisives | Averti | Carton rouge | Minutes Joués |
| -- | ---- | --------- | ------------ | ----------- | ---------------- | ----------- | ------------ | ------------- | ---------------- | ---------------- | ---------------- | ---------------- | ---------------- | ---------------- | --------------------- | --------------------- | --------------------- | --------------------- | --------------------- | --------------------- | ------------------- | ------------------- | ------------------- | ------------------- | ------------------- | ------------------- | ------------ | ----------- | ---------------- | ---------- | ------------ | ------------- | ------------ | ----------- | ---------------- | ------ | ------------ | ------------- |
| 1  |      | Erçetin   | 1            |             |                  |             |              | 90            | 6                |                  |                  |                  |                  | 570              | 1                     |                       |                       |                       |                       | 90                    | 2                   |                     |                     |                     |                     | 180                 |              |             |                  |            |              |               | 10           |             |                  |        |              | 930           |
| 2  |      | Güngör    | 5            |             |                  |             |              | 211           | 2                |                  |                  | 1                | 1                | 130              |                       |                       |                       |                       |                       |                       | 1                   |                     |                     |                     |                     | 67                  | 1            |             |                  |            |              | 12            | 9            |             |                  | 1      | 1            | 420           |
| 3  |      | Uçar      | 1            |             |                  |             |              | 1             |                  |                  |                  |                  |                  |                  |                       |                       |                       |                       |                       |                       |                     |                     |                     |                     |                     |                     |              |             |                  |            |              |               | 1            |             |                  |        |              | 1             |
| 5  |      | Meira     | 21           |             |                  | 6           |              | 1845          | 6                |                  |                  |                  |                  | 525              | 1                     |                       |                       |                       |                       | 90                    | 2                   |                     | 1                   |                     |                     | 180                 | 8            |             | 1                | 2          |              | 720           | 37           |             | 2                | 8      |              | 3360          |
| 6  |      | Linderoth | 2            |             |                  |             |              | 119           |                  |                  |                  |                  |                  |                  |                       |                       |                       |                       |                       |                       | 1                   |                     |                     |                     |                     | 79                  |              |             |                  |            |              |               | 3            |             |                  |        |              | 198           |
| 7  |      | Yılmaz    | 15           | 1           | 1                | 2           |              | 510           | 3                | 2                |                  |                  |                  | 248              |                       |                       |                       |                       |                       |                       | 1                   |                     |                     |                     |                     | 12                  | 2            |             |                  |            |              | 41            | 21           | 3           | 1                | 2      |              | 811           |
| 8  |      | Özbek     | 25           | 3           | 1                | 2           |              | 1846          | 3                |                  |                  | 1                |                  | 260              | 1                     |                       |                       |                       |                       | 66                    | 1                   |                     |                     |                     |                     | 45                  | 6            |             |                  | 2          |              | 487           | 36           | 3           | 1                | 5      |              | 2704          |
| 10 |      | Lincoln   | 23           | 8           | 12               | 4           | 2            | 1823          | 3                |                  | 1                |                  |                  | 242              | 1                     |                       |                       | 1                     |                       | 90                    | 2                   |                     |                     |                     |                     | 160                 | 10           | 1           | 6                | 2          |              | 842           | 39           | 9           | 19               | 7      | 2            | 3177          |
| 11 |      | Şaş       | 8            |             | 2                |             |              | 386           |                  |                  |                  |                  |                  |                  | 1                     |                       | 1                     |                       |                       | 84                    | 2                   |                     |                     | 2                   |                     | 99                  | 2            |             |                  |            |              | 20            | 13           |             | 3                | 2      |              | 589           |
| 14 |      | Topal     | 21           | 1           |                  | 2           |              | 1635          | 5                |                  |                  |                  |                  | 469              | 1                     |                       |                       |                       |                       | 90                    | 2                   |                     |                     |                     |                     | 135                 | 4            |             |                  | 1          |              | 272           | 33           | 1           |                  | 3      |              | 2601          |
| 15 |      | Baros     | 31           | 20          | 8                | 10          |              | 2266          | 3                | 1                |                  | 1                |                  | 246              |                       |                       |                       |                       |                       |                       |                     |                     |                     |                     |                     |                     | 9            | 5           |                  | 3          |              | 720           | 43           | 26          | 7                | 15     |              | 3232          |
| 17 |      | Yıldız    | 12           |             | 1                | 1           | 1            | 216           | 4                | 2                |                  |                  |                  | 87               |                       |                       |                       |                       |                       |                       |                     |                     |                     |                     |                     |                     | 3            | 1           |                  |            |              | 42            | 19           | 3           | 1                | 1      | 1            | 345           |
| 18 |      | Akman     | 31           | 1           | 2                | 6           | 2            | 2760          | 4                | 1                | 1                |                  |                  | 360              | 1                     |                       |                       |                       |                       | 90                    | 1                   |                     |                     |                     |                     | 60                  | 9            | 1           |                  | 4          |              | 791           | 46           | 3           | 3                | 10     | 2            | 4061          |
| 19 |      | Kewell    | 26           | 8           | 5                | 2           |              | 1973          | 1                |                  |                  |                  |                  | 68               | 1                     | 1                     | 1                     |                       |                       | 25                    | 1                   |                     |                     |                     |                     | 90                  | 8            | 4           | 1                | 1          |              | 661           | 37           | 13          | 8                | 4      |              | 2702          |
| 20 |      | Nonda     | 24           | 4           | 3                | 3           |              | 1380          | 1                |                  |                  |                  |                  | 102              | 1                     | 1                     |                       | 1                     |                       | 90                    | 2                   | 2                   |                     |                     |                     | 180                 | 7            |             |                  | 1          |              | 217           | 35           | 7           | 3                | 5      |              | 1970          |
| 21 |      | Aşık      | 18           |             |                  | 8           | 1            | 1560          | 3                |                  |                  | 2                |                  | 299              |                       |                       |                       |                       |                       |                       | 1                   |                     |                     |                     |                     | 90                  | 8            | 1           |                  | 2          | 1            | 550           | 30           | 1           |                  | 12     | 2            | 2519          |
| 22 |      | Balta     | 28           | 1           | 1                | 1           |              | 2502          | 6                |                  | 1                | 1                |                  | 410              | 1                     |                       |                       |                       |                       | 72                    | 2                   |                     |                     |                     |                     | 180                 | 7            |             |                  |            |              | 617           | 44           | 1           | 2                | 2      |              | 3701          |
| 23 |      | Kurtuluş  | 8            |             |                  | 1           |              | 469           |                  |                  |                  |                  |                  |                  |                       |                       |                       |                       |                       |                       |                     |                     |                     |                     |                     |                     | 3            |             | 1                | 1          |              | 239           | 11           |             | 1                | 2      |              | 708           |
| 26 |      | DeSanctis | 31           |             |                  | 1           |              | 2790          |                  |                  |                  |                  |                  |                  |                       |                       |                       |                       |                       |                       |                     |                     |                     |                     |                     |                     | 10           |             |                  | 1          |              | 900           | 40           |             |                  | 2      |              | 3600          |
| 28 |      | Kaya      | 3            |             |                  |             |              | 269           | 1                |                  |                  |                  |                  | 3                |                       |                       |                       |                       |                       |                       |                     |                     |                     |                     |                     |                     |              |             |                  |            |              |               | 4            |             |                  |        |              | 272           |
| 35 |      | Elmas     |              |             |                  |             |              |               | 3                |                  |                  |                  |                  | 86               |                       |                       |                       |                       |                       |                       |                     |                     |                     |                     |                     |                     |              |             |                  |            |              |               | 3            |             |                  |        |              | 86            |
| 54 |      | Uşak      | 2            |             |                  |             |              | 180           |                  |                  |                  |                  |                  |                  |                       |                       |                       |                       |                       |                       |                     |                     |                     |                     |                     |                     |              |             |                  |            |              |               | 2            |             |                  |        |              | 180           |
| 55 |      | Sarıoğlu  | 25           |             | 2                | 6           |              | 1966          | 5                |                  | 2                | 1                |                  | 450              | 1                     |                       |                       |                       |                       | 90                    | 1                   |                     |                     |                     |                     | 24                  | 8            | 1           |                  |            |              | 639           | 40           | 1           | 4                | 7      |              | 3246          |
| 60 |      | Erdem     | 2            |             | 1                |             |              | 25            | 1                |                  |                  |                  |                  | 23               | 1                     |                       |                       |                       |                       | 7                     |                     |                     |                     |                     |                     |                     | 1            |             |                  |            |              | 59            | 5            |             | 1                |        |              | 114           |
| 61 |      | Çalık     |              |             |                  |             |              |               |                  |                  |                  |                  |                  |                  |                       |                       |                       |                       |                       |                       |                     |                     |                     |                     |                     |                     |              |             |                  |            |              |               |              |             |                  |        |              |               |
| 66 |      | Turan     | 29           | 8           | 8                | 4           | 1            | 2460          | 6                | 2                | 1                | 1                |                  | 512              |                       |                       |                       |                       |                       |                       | 2                   |                     | 1                   | 1                   |                     | 180                 | 9            | 2           | 3                | 1          |              | 745           | 46           | 12          | 13               | 6      | 1            | 3897          |
| 74 |      | Yaman     | 20           |             |                  |             |              | 1172          | 4                |                  |                  |                  |                  | 182              | 1                     |                       |                       |                       |                       | 19                    |                     |                     |                     |                     |                     |                     | 8            |             |                  | 1          |              | 472           | 33           |             |                  | 1      |              | 1845          |
| 76 |      | Çetin     | 20           | 2           | 1                | 3           |              | 1800          | 3                |                  |                  | 1                |                  | 270              | 1                     |                       |                       |                       |                       | 90                    | 2                   |                     |                     |                     |                     | 180                 | 7            |             | 1                | 1          |              | 630           | 33           | 2           | 2                | 5      |              | 2970          |
| 80 |      | Akça      |              |             |                  |             |              |               | 1                |                  |                  |                  |                  | 90               |                       |                       |                       |                       |                       |                       |                     |                     |                     |                     |                     |                     |              |             |                  |            |              |               | 1            |             |                  |        |              | 90            |
| 87 |      | Güven     | 16           |             |                  |             |              | 452           | 3                |                  |                  |                  |                  | 218              |                       |                       |                       |                       |                       |                       |                     |                     |                     |                     |                     |                     | 5            |             |                  |            |              | 56            | 24           |             |                  |        |              | 726           |
| 99 |      | Karan     | 18           |             | 2                | 2           | 1            | 863           | 5                | 2                | 2                |                  |                  | 395              |                       |                       |                       |                       |                       |                       | 1                   |                     |                     | 1                   |                     | 31                  | 4            | 1           |                  |            |              | 147           | 28           | 3           | 4                | 3      | 1            | 1445          |

## Coefficients UEFA

### Saison 2008-2009[121]
| Équipe         | Classement | Matches | Points | Coefficient |
| -------------- | ---------- | ------- | ------ | ----------- |
| Galatasaray SK | 23e        | 10      | 14     | 15,4000     |

### Indice UEFA 2004-2009[122]
| Équipe         | Classement | 2004/05 | 2005/06 | 2006/07 | 2007/08 | 2008/09 | Coefficient |
| -------------- | ---------- | ------- | ------- | ------- | ------- | ------- | ----------- |
| Galatasaray SK | 60e        | 1,0750  | 1,8000  | 7,2200  | 7,9500  | 15,4000 | 33,445      |

## Réserve et équipes juniors

### Galatasaray SK PAF
La réserve de Galatasaray SK appelée Galatasaray SK PAF évolue en Championnat de Turquie de football PAF, la réserve joue ces matchs au camp d'entraînement de Florya Metin Oktay, l'équipe est composée uniquement de jeunes joueurs issus du centre de formation ayant moins de 20 ans, d'après le statut du championnat fixé par la Fédération de Turquie de football. (PAF = Profesyonelliye Aday Futbolcular)

### Galatasaray SK DSGL
Galatasaray SK DSGL est une équipe de la catégorie des moins de 18 ans, évoluant dans le Championnat de DSGL dans le groupe Istanbul A, elle joue ses matchs au camp d'entraînement de Florya Metin Oktay. Les joueurs qui peuvent jouer dans cette catégorie doivent être nés après le 1er janvier 1991, et seulement 3 joueurs qui sont nés après le 1er janvier 1990 sont autorisés à disputer ce championnat. (DSGL = Deplasmanlı Süper Genç Ligi)

### Galatasaray SK -15 ans
Galatasaray SK -15 ans est une équipe de la catégorie des moins de 15 ans, évoluant dans le championnat de Coca Cola Akademi Ligleri U15 dans le groupe Marmara, elle joue ses matchs au camp d'entraînement de Florya Metin Oktay. Les joueurs qui peuvent jouer dans cette catégorie doivent avoir moins de 15 ans.

### Galatasaray SK -14 ans
Galatasaray SK -14 ans est une équipe de la catégorie des moins de 14 ans, évoluant dans le championnat de Coca Cola Akademi Ligleri U14 dans le groupe Marmara, elle joue ses matchs au camp d'entraînement de Florya Metin Oktay. Les joueurs qui peuvent jouer dans cette catégorie doivent avoir moins de 14 ans.

## Beylerbeyi AS
Le Beylerbeyi AS est un club filial de Galatasaray SK, le club évolue en TFF 2. Lig. L'équipe de Galatasaray SK prête ses jeunes joueurs à Beylerbeyi AS pour qu'ils puissent acquérir de l'expérience, les joueurs qui auront acquis une bonne expérience et un bon niveau de jeu seront intégrés à l'équipe professionnelle de Galatasaray SK. Le contrat de partenariat entre ces 2 clubs n'a pris effet qu'à partir de la saison 2008-2009. Beylerbeyi AS dispute ses matchs dans le stade Beylerbeyi 75. Yıl. Depuis le 28 novembre 2008 le nouvel entraîneur de Beylerbeyi AS est Ilyas Tüfekçi, il a remplacé Mustafa Akçay.